# 方昶
方昶，字仲年，浙江淳安人。明朝政治人物、进士。
永乐二年，其中进士三甲第二百五十名，授行人。后跟从英国公张辅征讨南交立功，升为平原知县。后改任滁州同知，死于任上。